# Eton College
Eton College (King's College of Our Lady of Eton) er en privatskole (engelsk: private school) i Eton, England. Den eksklusive skole er for drenge i alderen 13–18 år på ungdoms- og videregående trin. 
Der er omkring 1.200 elever. Deres forældre betaler tre gange om året 11.478 pund pr. semester (2014/2015), og Eton er dermed den sjettedyreste HMC kostskole i Storbritannien. Drengene har meget gode bo- og læreforhold. Som på de fleste private schools har Eton et højt karaktergennemsnit.
Skolen er kendt for sine tidligere elever, Old Etonians, og de gammeldags traditioner som skoleuniformen, som består af jaket og smalstribede bukser. Den høje hat og stokken er ikke længere obligatorisk, men det er Etonflippen. Påklædningen blev brugt under sørgeåret efter Georg III, men er løbende ændret. 
Elever på Eton har opfundet en række slangudtryk, som har fundet vej videre ud i samfundet.
Eton College er populær i kongefamilien, og 19 britiske statsministre har været elever. Der er også mange Old Etonians i det britiske forsvar.

## Historie
Eton blev grundlagt af Henrik 6. i 1440. Formålet var at give gratis uddannelse til 70 fattige adelige studenter, som skulle studere videre ved King's College i Cambridge, grundlagt af kongen året efter. Den første rektor og omkring halvdelen af den første stab blev overført fra William af Wykehams Winchester College, som var model for Eton. 
Nicholas Udall, rektor fra 1534 til 1541, er den første, der blev fængslet for brud på Buggery Act af 1533, en lov mod homoseksuel omgang.
I det 17. århundrede holdt skolen op med udelukkende at være for adelige studenter, og det blev populært, at rige familier sendte deres sønner dertil.
Hertugen af Wellington skal have sagt, at ”slaget ved Waterloo blev vundet på Etons idrætsbaner”. Det er dog tvivlsomt, om han virkelig sagde det, for skolen havde hverken idrætsbaner eller organiserede idrætsaktiviteter, da han gik der i slutningen af 1700-tallet. Han var ikke en særlig god elev (doven og drømmende), men besøgte skolen flere gange og var meget populær blandt elever og stab.

## Berømmelse
Eton er beskrevet som den berømteste offentlige skole i verden, og den er blevet refereret til som "over-barnepige for Englands statsmænd". Skolen er rangeret blandt Storbritanniens tre bedste til at få elever ind på universiteterne i Oxford og Cambridge.
Eton har uddannet generationer af britiske og udenlandske aristokrater, og for første gang også medlemmer af det britiske kongehus i direkte linje til arvefølgen: prins William og hans bror prins Harry, i modsætning til kongehusets tradition med at lade sønner blive uddannet på marineskolen, Gordonstoun eller af hjemmelærere.
Good Schools Guide kaldte skolen for "nummer ét blandt drengenes offentlige skoler" og tilføjede at "undervisningen og faciliteterne er uden sammenligning". Skolen er medlem af G20 Schools-gruppen.
Eton er i dag større end under det meste af historien. I 1678 gik der 207 drenge på skolen. I slutningen af 1700-tallet gik der omkring 300, mens der i dag går over 1.300.

## Alumni
Tidligere studerende fra Eton kaldes "Old Etonians" ("Gamle Etonianere") og er en lang række prominente, briter: bl.a. nitten premierministre; Sir Robert Walpole, William Pitt den ældre, Arthur Wellesley, 1. hertug af Wellington, William Ewart Gladstone, Archibald Philip Primrose, 5. jarl af Rosebery, Arthur James Balfour, Anthony Eden, Harold Macmillan, Alec Douglas-Home og David Cameron.
Ud over prins William og prins Henry har adskillige medlemmer af det engelske kongehus gået på Eton. Fx Richard, hertug af Gloucester og hans søn Alexander Windsor, jarl af Ulster; prins Edward, hans ældste søn George Windsor, jarl af St Andrews og barnebarn Edward Windsor, lord Downpatrick og hans yngste søn Lord Nicholas Windsor; Prins Michael af Kent og hans søn Lord Frederick Windsor; James Ogilvy, søn af Alexandra, Lady Ogilvy og Angus Ogilvy, der også selv gik på Eton- og Prins William af Gloucester (1942-1972).
Boris Johnson og Justin Welby ærkebiskop af Canterbury blev uddannet på Eton som forfatterne Henry Fielding, Thomas Gray, Horace Walpole, Aldous Huxley, Percy Bysshe Shelley, Robert Bridges, Gilbert Frankau, George Orwell, Anthony Powell, Cyril Connolly og Ian Fleming. 
Andre notable etonianere er videnskabsmændene Robert Boyle, John Maynard Smith, J. B. S. Haldane, John Gurdon, der vandt Nobelprisen i medicin, Beau Brummell, økonomerne John Maynard Keynes og Richard Layard, den polarforskeren Lawrence Oates, politikeren Alan Clark, entreprenør og Adeles partner Simon Konecki, cricketkommentator Henry Blofeld, eventyrererne Sir Ranulph Fiennes og Bear Grylls, komponisterne Thomas Arne, Peter Warlock og Hubert Parry, som skrev Jerusalem og kroningstemaet I was glad og musikerne Frank Turner og Humphrey Lyttelton samt missionæren William Charles Cotton.
Notable skuespillere er Eddie Redmayne, Damian Lewis, Christopher Cazenove, Dominic West, Jeremy Clyde, komiker Michael Bentine, Sebastian Armesto, Julian Ovenden, Henry Faber, Jeremy Brett, Hugh Laurie, Tom Hiddleston, Ian Ogilvy, John Standing, Harry Hadden-Paton, Moray Watson, Jeremy Child, Harry Lloyd og Patrick Macnee.
37 tidligere studerende har modtaget Victoria Cross, hvilket er det højeste antal for nogen skole.

## I populærkultur
Eton er nævnt i Harry Potter og Hemmelighedernes Kammer som den kostskole som Justin Finch-Fletchley skulle gå på, inden han fik brev fra Hogwarts.

### Film
Her følger en liste over film delvis optaget på Eton.
- Henry VIII and His Six Wives (1972)
- Aces High (1976)
- Viljen til sejr (1981)
- Young Sherlock Holmes (1985)
- The Fourth Protocol (1987)
- Inspector Morse: Absolute Conviction (1992 TV episode)
- Lovejoy: "Friends in High Places" (1992 TV episode)
- The Secret Garden (1993)
- Den gale kong George (1994)
- A Dance to the Music of Time (1997 TV mini-serie)
- Shakespeare in Love (1998)
- Mansfield Park (1999)
- A History of Britain (2000 tv-dokumentar)
- My Week With Marilyn (2011)

Åbningsscenen i den britiske tv-serie 'Public Eye' hvor Alfred Burke dyster mod Frank Marker er et kontor på Eton.